# Genji Monogatari Sennenki
Genji Monogatari Sennenki: Genji (яп. 源氏物語千年紀 Genji Гэндзи Моногатари Сэннэнки : Гэндзи, досл. «Тысячелетняя история о Гэндзи: Гэндзи») — аниме-сериал, являющийся телевизионной адаптацией древнего японского романа «Повесть о Гэндзи». Его премьерный показ прошёл с 15 января по 26 марта 2009 года в блоке передач noitaminA телекомпании Fuji TV.
Изначально планировалось, что аниме станет экранизацией манги «Asaki Yume Mishi» Ваки Ямато, созданной по мотивам древнего сюжета, но режиссёр аниме Осаму Дэдзаки решил взять за основу первоисточник.

## Сюжет
Сюжет романа и его экранизации разворачивается вокруг Гэндзи по прозвищу Хикару («светлый»), сына императора, и его любовных похождениях.

## Персонажи
- Хикару Гэндзи

Сэйю — Такахиро Сакураи
- Мурасаки но Уэ

Сэйю — Ая Эндо
- Фудзицубо но Нёго

Сэйю — Сакико Тамагава

## Список серий
Открывающей композицией аниме-сериала стала песня Hiyori Hime в исполнении Puffy AmiYumi; закрывающей — Koi (яп. 恋, букв. «Любовь») в исполнении Косукэ Атари.
| № серии | Название                                                  | Трансляция в Японии  |
| ------- | --------------------------------------------------------- | -------------------- |
| 1       | Master Hikaru «Hikaru kimi» (光る君)                      | 15 января 2009 года  |
| 2       | Rokujou «Rokujou» (六条)                                  | 22 января 2009 года  |
| 3       | The Evening Glory «Yūgao» (夕顔)                          | 29 января 2009 года  |
| 4       | The Princess of the Wisteria Pavillion «Fujitsubo» (藤壺) | 5 февраля 2009 года  |
| 5       | Karma «Shukuse» (宿世)                                    | 12 февраля 2009 года |
| 6       | The Lady of the Misty Moon «Oborozukiyo» (朧月夜)         | 19 февраля 2009 года |
| 7       | The Lady Aoi «Aoi no ue» (葵の上)                         | 26 февраля 2009 года |
| 8       | Sagano «Sagano» (嵯峨野)                                  | 5 марта 2009 года    |
| 9       | Under Dark Clouds «Murakumo» (叢雲)                       | 12 марта 2009 года   |
| 10      | Treason «Muhon» (謀叛)                                    | 19 марта 2009 года   |
| 11      | To Suma «Wakamurasaki e» (若紫へ)                         | 26 марта 2009 года   |